# Sommer-Paralympics 2012/Teilnehmer (Republik Moldau)
| stlisierte Goldmedaille | stlisierte Silbermedaille | stlisierte Bronzemedaille |
| ----------------------- | ------------------------- | ------------------------- |
| —                       | —                         | —                         |

Die Republik Moldau entsendete zu den Paralympischen Sommerspielen 2012 in London eine aus zwei Sportlern bestehende Mannschaft – eine Frau und einen Mann, die beide im Bankdrücken antraten.

## Teilnehmer nach Sportart

### Powerlifting (Bankdrücken)
| Athleten           | Wettbewerb         | Gewicht | Rang |
| Frauen             |                    |         |      |
| Larisa Marinenkova | Klasse bis 67,5 kg | -       | -    |
| Männer             |                    |         |      |
| Stefan Rosca       | Klasse bis 75 kg   | 167     | 9    |